# Tiroteo de Alejandría de 2023
El tiroteo de Alejandría de 2023 ocurrió el 8 de octubre de 2023, cuando un agente de policía disparó su arma contra un grupo de pasajeros de autobús en Alejandría, Egipto.
El ataque ocurrió durante un viaje por la columna de Pompeyo. Dos turistas israelíes y un guía turístico egipcio murieron, mientras que otro israelí resultó levemente herido. Posteriormente, el sospechoso fue detenido.